# Willem Drost
Willem Drost, döpt 19 april 1633 i Amsterdam, begraven 25 februari 1659 i Venedig, var en nederländsk konstnär. Han var en av Rembrandts lärjungar och verkade under den nederländska konstens guldålder. Förutom måleri sysslade han även med grafiska tryck. 